# عنصل عالي
العنصل العالي (باللاتينية: Drimia excelsa) نوع نباتي ينتمي إلى جنس العنصل من الفصيلة الهليونية. كان يعرف سابقًا باسم (باللاتينية: Ornithogalum elatum Andrews).

## الموئل والانتشار
موطنه وادي النيل.

## مرادفات
- (باللاتينية: Ornithogalum elatum Andrews)
- (باللاتينية: Charybdis elata (Andrews) Speta)